# 約庫爾斯卡韋特嶺
72°40′S 3°18′W / 72.667°S 3.300°W
約庫爾斯卡韋特嶺是南極洲的山嶺，位於東部南極洲的毛德皇后地，屬於博格地塊的一部分，處於赫格豐納山的東北面，由挪威的製圖師根據測量和空中照片繪入地圖。